# Kim Chae-Yeon
Kim Chae-Yeon (en coreano: 김채연; Seúl, 8 de diciembre de 2006) es una deportista surcoreana que compite en patinaje artístico, en la modalidad individual.
Ganó una medalla de bronce en el Campeonato Mundial de Patinaje Artístico sobre Hielo de 2024 y dos medallas en el Campeonato de los Cuatro Continentes de Patinaje Artístico sobre Hielo, en los años 2024 y 2025.

## Palmarés internacional
| Campeonato Mundial                   | Campeonato Mundial                | Campeonato Mundial | Campeonato Mundial |
| Año                                  | Lugar                             | Medalla            | Categoría          |
| ------------------------------------ | --------------------------------- | ------------------ | ------------------ |
| 2024                                 | Montreal (Canadá)                 | Medalla de bronce  | Individual         |
| Campeonato de los Cuatro Continentes |                                   |                    |                    |
| Año                                  | Lugar                             | Medalla            | Categoría          |
| 2024                                 | Colorado Springs (Estados Unidos) | Medalla de plata   | Individual         |
| 2025                                 | Seúl (Corea del Sur)              | Medalla de oro     | Individual         |